# Chaleco reflectante

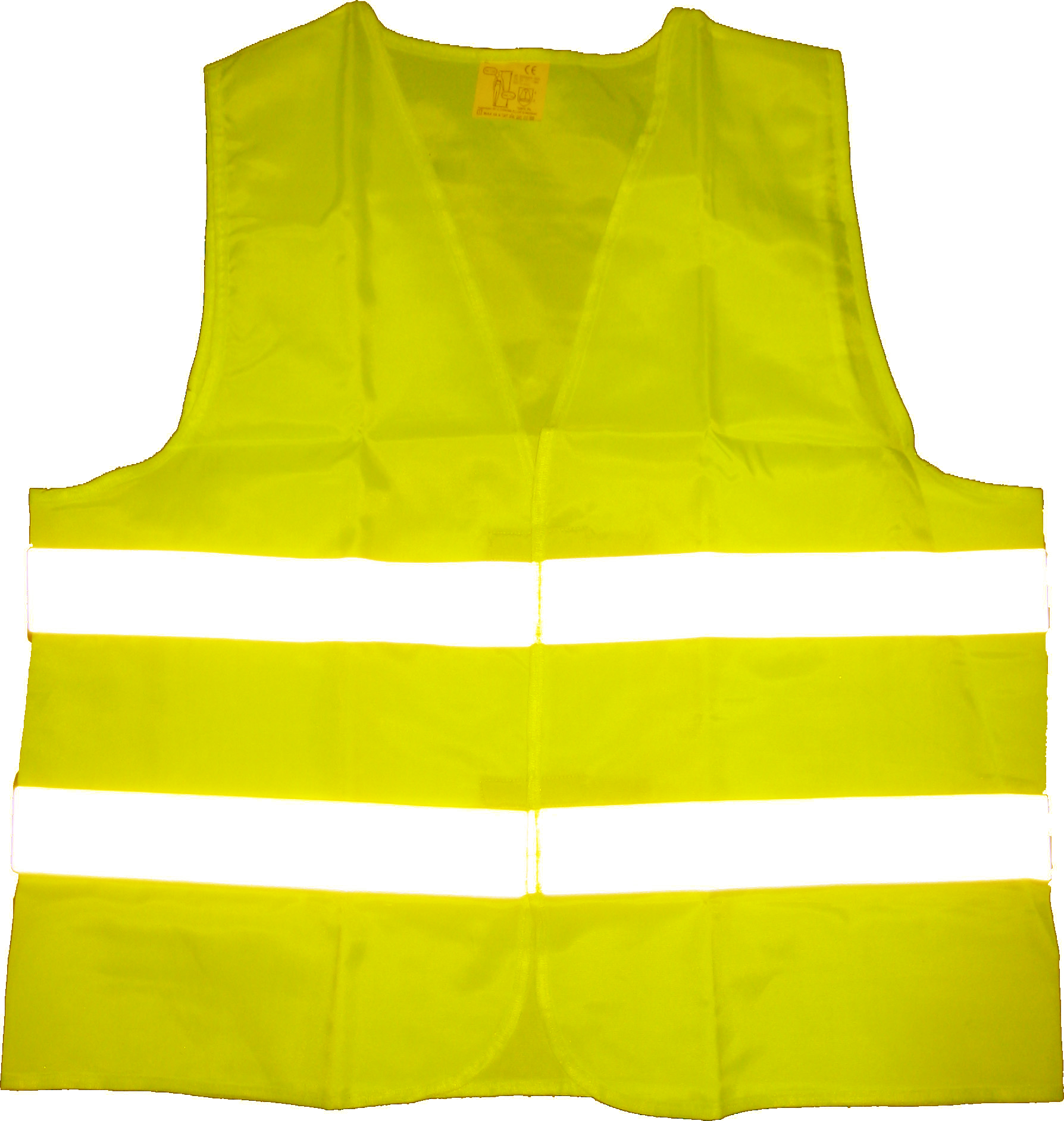
Chaleco de alta visibilidad.

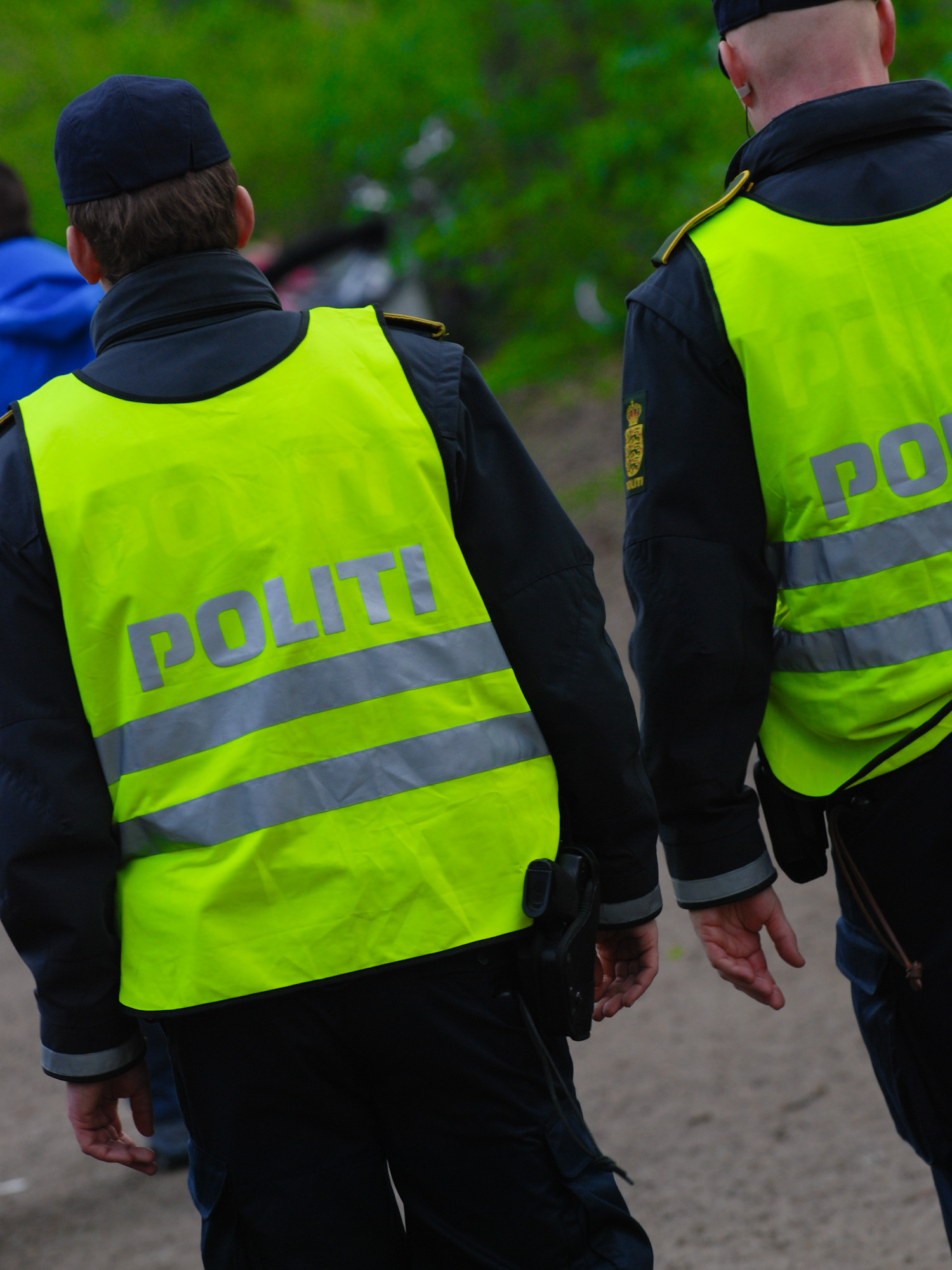
Chaleco amarillo reflectante usado por la policía danesa.

Un chaleco reflectante es un indumento utilizado a veces por las personas que van a pie por lugares donde circulan coches para mejorar su seguridad cuando son iluminados por la luz de los faros. Son tradicionalmente amarillos —el «color más visible por el ojo humano»— y están equipados con bandas reflectantes. Hay también naranjas y rojos. Entre los profesionales que usan chalecos reflectantes en su trabajo están las personas que operan en el tráfico - como los policías, basureros, barrenderos y obreros viales -.
Usuarios de la carretera, como ciclistas y motociclistas utilizan chalecos reflectantes para poder ser vistos mejor en el tráfico. Este equipo sirve para mejorar la seguridad del personal que trabaja en obras viales o de los usuarios en una situación de parada de emergencia: la persona debe ser vista por los demás usuarios cuando sale de su vehículo. El chaleco de seguridad es parte de un conjunto de equipos necesarios en caso de accidente, llamado kit de seguridad.
El kit de seguridad puede incluir, según el país y tipo de vehículo
- Uno o más triángulos de aviso de emergencia;
- Uno o varios chalecos de seguridad reflectantes
- Uno o más extintores de incendios,
- Una caja o un kit de primeros auxilios.

## Países en que el chaleco reflectante es obligatorio
| País            | Fecha de aprobación del Chaleco Reflectante |
| --------------- | ------------------------------------------- |
| Alemania        | 1 de julio de 2014                          |
| Austria         | 1 de marzo de 2005                          |
| Bélgica         | 7 de enero de 2007                          |
| Chile           | 1 de enero de 2016                          |
| Uruguay         | 1 de marzo de 2018                          |
| España          | 24 de julio de 2004                         |
| Francia         | 1 de octubre de 2008                        |
| Hungría         | 2008                                        |
| Italia          | 1 de abril de 2004                          |
| Noruega         | 1 de marzo de 2007                          |
| Portugal        | 25 de junio de 2005                         |
| Luxemburgo      | 2008                                        |
| República Checa | 1 de enero de 2005                          |

## Chaleco reflectante en América

### Chile
En Chile el chaleco reflectante es obligatorio desde el 1 de enero de 2016 para todos los conductores de vehículos de cuatro ruedas. Este proyecto se aprobó, luego que, según cifras del Estado de Chile, el 40% de las muertes por accidentes de tránsito ocurren por conductores que, al bajarse de sus vehículos en pistas por distintas causas, no son vistos por los demás conductores, causando atropellos y luego la muerte. Chile se convirtió en el primer del continente americano en la aprobación del uso obligatorio del chaleco reflectante. también en república oriental del Uruguay se hizo obligatorio el uso del chaleco en motonetistas ley puesta en vigor el 1 de enero del año 2017

## Chaleco reflectante en Europa

### Alemania
En Alemania el Chaleco Reflectante es obligatorio desde el 1 de julio de 2014 y según el reglamento alemán este debe estar en cada vehículo correspondiente. La nueva regla es aplicable a todos los automóviles, camiones y autobuses matriculados en Alemania; Motocicletas siguen siendo la excepción.

### Austria
En Austria el Chaleco Reflectante es obligatorio desde el 1 de marzo de 2005.

### Bélgica
En Bélgica el Chaleco Reflectante es obligatorio desde el 7 de enero de 2007.

### España
En España el Chaleco Reflectante es obligatorio desde el 24 de julio de 2004. En España esta ley no se aplica a los motociclistas. Las multas por incumplimiento de la obligación de llevar el chaleco reflectante son de hasta 50 €.

### Francia
En Francia el Chaleco Reflectante es obligatorio desde el 1 de octubre de 2008. En Francia existe un requisito legal para llevar al menos un chaleco de reflectante y un uso obligatorio cuando salga del vehículo debido a un accidente o avería del vehículo para todos los pasajeros (no es pertinente para motocicletas, vehículos de tres ruedas y cuatriciclos). En caso del incumplimiento de la obligación de tener un chaleco reflectante el conductor deberá realizar un pago mínimo de 22 € como multa y en el caso del incumplimiento de la obligación de usar  el chaleco reflectante al bajarse del auto, el conductor deberá realizar un pago mínimo de 90 € como multa.

### Hungría
En Hungría el Chaleco Reflectante es obligatorio desde el 2008.

### Italia
En Italia el Chaleco Reflectante es obligatorio desde el 1 de abril de 2004.

### Noruega
En Noruega el Chaleco Reflectante es obligatorio desde el 1 de marzo de 2007.

### Portugal
En Portugal el Chaleco Reflectante es obligatorio desde el 25 de junio de 2005.

### Luxemburgo
En Luxemburgo el Chaleco Reflectante es obligatorio desde el 2008.

### República Checa
En República Checa el Chaleco Reflectante es obligatorio desde el 1 de enero de 2005.